# Palais de la Marina
Pour les articles homonymes, voir Marina.
Le palais de la Marina est la résidence officielle du Président de la République du Bénin. En 2016, avec l'arrivée du président Patrice Talon, le palais de la Marina est modernisé, pour un montant de 14 milliards de francs CFA. 
Il se situe à Cotonou, la capitale économique et la plus grande ville du Bénin.